# Eremiaphila cordofana
Eremiaphila cordofana è una specie di mantide religiosa appartenente al genere Eremiaphila.